# Подібні фізичні явища
Подібні фізичні явища (рос. подобные физические явления; англ. similar physical phenomena; нім. ähnliche physische Erscheinungen f pl (Prozesse m pl) — явища (процеси), коли відповідні безрозмірні комплекси (інваріанти подібності) для них збігаються, хоч самі явища (процеси) відрізняються числовими значеннями розмірних визначальних параметрів. Коли збіг досягнуто за всіма параметрами, то подібність буде повна, а коли тільки за частиною параметрів, то подібність частинна, або наближена. Якщо впливом якої-небудь фізичної величини (або комплексу величин) можна нехтувати, то по відношенню до цієї величини процес буде автомодельним (самомодельним).